# 음향학

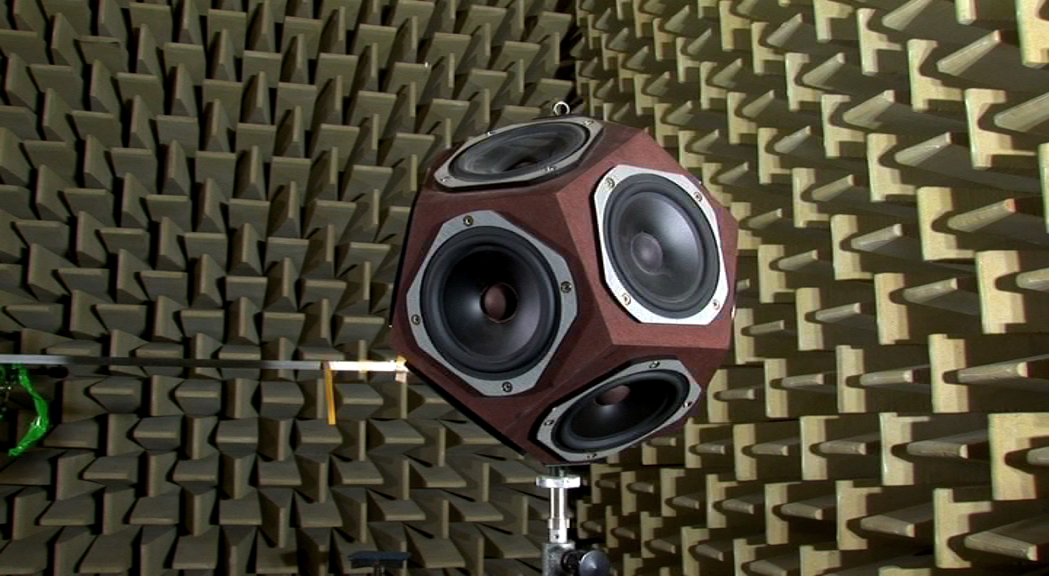
울림이 없는 방에서의 전 지향성 인공 소리

음향학(音響學, acoustics)은 소리, 초음파, 그리고 초저주파음파(즉 기체, 액체, 고체내 모든 물리적 파동)을 연구하는, 여러 분야에 걸쳐 관련있는 과학이다. 음향학 분야에서 활동하는 과학자를 음향학자(또는 음향 물리학자)라고 한다. 기술 분야에서의 음향학 응용을 가리켜 음향 공학이라고 한다. 음향 물리학자와 음향 공학자들의 관심사 사이에 꽤 많은 공통점이나 상호 작용들이 존재한다. 듣는 것은 동물들의 세계에서 살아남기 위한 가장 중요한 방법 중의 하나이다. 그리고 말하기는 인류발전과 문화의 가장 독특한 특징 중 하나이다. 따라서 음향학이 우리 사회의 많은 부분에 (예를 들어 음악, 의학, 농업, 산업, 복지 등) 영향을 끼치는 것이 전혀 놀랄 일이 아니게 된다. 예술, 공예, 과학, 그리고 기술이, 수많은 다른 지식 분야처럼, 서로 다른 분야를 자극하여 전체의 발전을 이끌어왔다.
음향학을 나타내는 단어 어쿠스틱(acoustic)은 "듣기의, 듣기 위한, 들을 준비가 되어 있는"이라는 뜻을 가진 그리스어 단어 ακουστικός (akoustikos), 그리고 "들리는"이라는 뜻의 ακουστός (akoustos), 그리고 "듣는다"라는 뜻의 동사 ακούω (akouo)에서 유래되었다. 라틴어 동의어로 소닉(sonic)이 있다. 음향학자들이 가청 주파수 바깥쪽까지 연구 범위를 확장한 후에, 그것들을 각각 "초음파", "초저주파"로 확인하게 되었고, "음향학"이란 말은 제한 없이 모든 주파수 영역을 다루는 말이 되었다.

## 역사
가장 오래된 음향학 학설은 '만물의 근원은 수'이다. 이것은 피타고라스의 음계의 이론에서 볼 수 있다. 그는 일현금으로 실험하여 일정한 비율로 현을 분할하여 음계를 형성하는 것을 알아냈다. 중국의 동주 시대에는 삼분손익법이라는 오래된 책관자에 있으나 음향에 대한 기술은 이것보다 훨씬 옛날에도 있었다. 음향학을 본격적으로 연구할 때는 17세기에서부터 18세기경이며 서양은 음률 이론과 악기를 제작하는 연구를 하였다. 19세기 때는 존 윌리엄 스트럿 레일리가 《음향이론》을 저술하고 헬름홀츠가 '음향학의 수학적 강의'를 만들어 음향생리와 음향심리에 대해 연구했다.

### 초기 연구

음향학은 기원전 6세기에서 기원전 1세기 사이, 고대 그리스와 로마에서 시작되었다. 처음에는 수천년동안의 예술로서 음악으로 시작되었다. 그러나 피타고라스가 음 간격의 특성에 관심을 보이기 이전까지 과학적 방법으로 명확히 연구되지는 않았다. 피타고라스는 몇몇의 음의 간격이 다른 것들보다 더 아름답게 들리는 이유를 알고 싶어했고, 수학적 비율을 이용해 해답을 찾아냈다. 아리스토텔레스(384-322 BC)는 소리가 공기의 압축과 팽창들로 구성되어있다고 이해했다. 그는 “도달해서 옆의 공기를 때린다…”라는 말로 파동 운동의 특성을 매우 잘 표현하였다. 기원전 20년경, 로마의 건축가이자 기술자인 비트루비우스는 건축 음향학의 시작으로서 간섭, 반향, 잔향에 대해 논의로써 극장에서의 음향학적 특성을 다루는 논문을 작성하였다.
과학혁명 시대와 이후에 걸쳐 음향의 물리학적인 이해는 급속히 진행되었다. 갈릴레오 갈릴레이(1564-1642)와 메르센(1588-1648) 들은 독립적으로 진동하는 현에 대한 완전한 법칙을 발견하였다.(이것은 2000년 전에 피타고라스가 시작한 작업이다.) 갈릴레오는 “파동은, 울리는 몸체의 진동으로부터 생성되는 것이며, 공기를 통해 전파되고 귀의 고막에 도달하여 자극함으로써 우리 마음이 소리로 해석한다.” 라는 주목할 만한 언급으로써 생리음향학, 심리음향학의 시작을 열었다. 공기 중의 소리 속도를 측정하는 실험이 1630년과 1680년 사이에 메르센을 중심으로 수많은 사람들에 의해 이루어졌다. 이 와중에 뉴턴(1642-1727)은 고체에서의 파동 속도의 관계를 유도하여 물리음향학의 초석을 마련하였다.(프린키피아, 1687)

### 계몽기와 그 이후
18세기에, 파동 전파이론 기술(記述)에 대한 새로운 방법을 익힌 위대한 수학자들에 의해서 음향학이 큰 진전을 보인다. 19세기 음향학의 위대한 거장은 생리 음향학 영역을 정리한 독일의 헬름홀츠와 “The Theory of Sound” 란 기념비적인 작업에 많은 공헌을 하여 이전의 지식들을 결합시킨 존 윌리엄 스트럿 레일리이다. 또한 19세기에, 휘트스톤, 옴, 그리고 헨리 등이 전기와 음향학 사이의 유사성을 연구하였다.
20세기는 그때까지 제자리 걸음이던 전반적인 과학 지식에 대해, 기술적 적용들이 싹트던 시절이었다. 첫 번째 적용은 건축 음향학으로써 사빈 사람들의 기공(機工) 작업이고, 이로써 많은 다른 것들이 뒤따르게 된다. 수중 음향학은 1차 세계대전에서 잠수함을 탐지하기 위해서 사용되었다. 녹음과 전화는 세계화에 중요한 역할을 하였다. 전자기술과 컴퓨터의 사용으로 인하여 정밀하고 정교한 수준의 소리 측정과 분석이 가능해지고 초음파는 의학과 산업에서 전혀 새롭게 적용되었다. 또한 새로운 종류의 에너지 변환기(음향 에너지를 생성하고 수용하는)가 발명되어 사용되었다.

## 음향학과 소리
소리란 매질 입자의 진동 및 압력의 변화 등 매질에서의 역학적인 교란을 의미한다. 이러한 매질에는 기체와 액체, 고체 모두 포함될 수 있다. 또한 공기 중 전파 속도는 상온 20도의 상태에서 343.7m/s이다.

## 음향학의 음압과 음위
- 음압은 소리의 진동에 의해 발생되는 압력이다.그 단위는 (N/m²), (µbar) 혹은 (Pa)이다. 소리의 진동안에서 음압치는 대략 최소 가청치(약 0,00002Pa)로부터 최대 가청치(약 100Pa)에 달한다.폭 넓은 음압치를 더 잘 얻기 위해서 대부분의 경우 음위가 사용된다.
- 음위는 관계음압과 측정된 음압의 20배 로그화된 비율이다. 그 단위는 (dB)이다. 관계치는 f=1kHz:p0=20µPa의 소리 안에서의 최소 가청치이다.

## 음향학의 청각
- 청각 기관
- 청각 범위

## 음향학의 발성
- 발성 기관
- 발성 폭
  - 베이스
  - 바리톤
  - 테너
  - 알토
  - 메조 소프라노
  - 소프라노

## 같이 보기
- 음향 임피던스
- 음파 공중부양
- 음향음성학
- 청각학
- 착청
- 회절
- 도플러 효과
- 일진학
- 선형탄성
- 종파 (물리학)
- 음악학
- 음악 치료
- 소음 공해
- 포논
- 레일리파
- 충격파
- 지진학
- 방음
- 소닉붐
- 음발광
- 횡파
- 파동 방정식